# Andrij Ponomar
Andrij Wjaczesławowycz Ponomar (ukr. Андрій В'ячеславович Пономар, ur. 5 września 2002 w Czernihowie) – ukraiński kolarz szosowy.

## Osiągnięcia
Opracowano na podstawie:

2018
- 3. miejsce w mistrzostwach Ukrainy juniorów (jazda indywidualna na czas)

2019
- 1. miejsce na 3. etapie Trophée Centre Morbihan
- 1. miejsce na 2. etapie Saarland Trofeo
- 1. miejsce w mistrzostwach Ukrainy juniorów (jazda indywidualna na czas)
- 1. miejsce w mistrzostwach Ukrainy juniorów (start wspólny)
- 1. miejsce w mistrzostwach Europy juniorów (start wspólny)

2020
- 1. miejsce w Grand Prix Rüebliland
  - 1. miejsce na 1. etapie

2021
- 1. miejsce w klasyfikacji młodzieżowej Belgrad–Banja Luka
- 1. miejsce w mistrzostwach Ukrainy (start wspólny)

2024
- 2. miejsce w Trofeo Città di Brescia